# 栃木県道314号佐川野友沼線

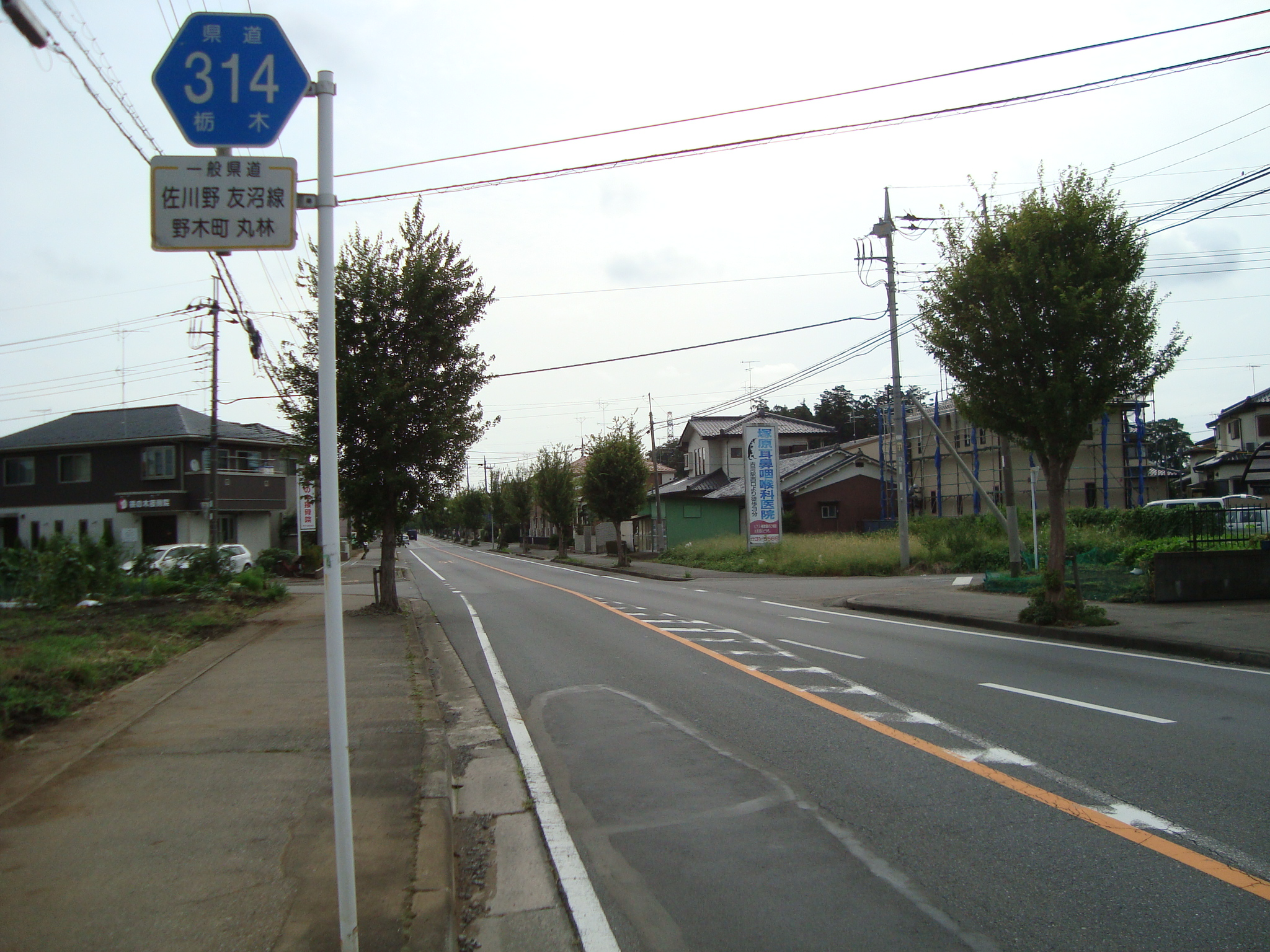
下都賀郡野木町友沼付近

栃木県道314号佐川野友沼線（とちぎけんどう314ごう さがわのともぬません）は、栃木県下都賀郡野木町内を走る一般県道である。

## 路線概要
- 指定：1991年（平成3年）12月24日
- 実延長：3.704km[1]
- 起点：栃木県下都賀郡野木町佐川野（栃木県道190号境間々田線交点）
- 終点：栃木県下都賀郡野木町友沼（役場入口交差点=国道4号交点）

## 沿線施設
- 野木町役場
- 野木町文化会館（野木エニスホール）